# Wayne Allard
Wayne Allard (Fort Collins, 1943. december 2. –) az Amerikai Egyesült Államok szenátora (Colorado, 1997–2009).